# Solanutherium
Solanutherium is een geslacht van uitgestorven zoogdieren uit de Meridiolestida. Dit dier leefde tijdens het Laat-Krijt in Patagonië. 

## Fossiele vondst
Fossielen van Solanutherium zijn gevonden in de Allen-formatie in Argentinië. De vondsten bestaan uit kiezen, tanden en delen van kaken. De ouderdom van de afzettingen van de Allen-formatie is niet geheel duidelijk, maar ze dateren uit het Campanien of Maastrichtien.

## Kenmerken
Solanutherium was een tussenvorm in de ontwikkelingslijn binnen de Meridiolestida en bezette een niche tussen de kleine, scherptandige insectivore vormen uit de Cronopioidea en de grotere omnivore vormen met afgeronde kiezen uit de Mesungulatoidea. Solanutherium was een omnivoor met het formaat van een eekhoorn.  